# Grška pravoslavna stolnica sv. Jurija, Bejrut
Grška pravoslavna stolnica sv. Jurija (posvečena 1764, arabsko كاتدرائية القديس جاورجيوس للروم الارثوذكس) je sedež grškega pravoslavnega metropolitanskega škofa grške pravoslavne nadškofije v Bejrutu in njenih podrejenih. Je najstarejša obstoječa cerkev v mestu: zgrajena je bila nad izginulo Anastazijevo rimsko-bizantinsko stolnico.

## Zgodovina
Ustanovitev grške pravoslavne nadškofije v Bejrutu je po grški pravoslavni tradiciji pripisana apostolu Kvartu iz Berytusa, enemu od sedemdesetih učencev, ki je služil kot prvi bejrutski škof. Bizantinski cesar Teodozij II. je izdal dekret ok. 449 – ok. 450 n. št. povzdignil bejrutskega škofa Efstatija v metropolitanskega škofa. Mesto je bilo do takrat škofija tirske metropole.
Anastazijeva stolnica je bila prva cerkev, zgrajena na mestu stolnice sv. Jurija. Zgradil jo je Efstathuis v 5. stoletju našega štetja in je mejila na avditorij rimske pravne šole v Bejrutu. Cerkev je vplivala na nauke šole, saj so si pravni učenjaki prizadevali uskladiti besedila rimskega prava in krščanske nauke, kot je potrdil Sever  Antiohijski, ki je mesto obiskal v 5. stoletju našega štetja.
Leta 551 AD je močan potres uničil celoten Bejrut, vključno z Anastazijevo stolnico. V 12. stoletju je bila na istem mestu zgrajena nova. Strukturo je močno poškodoval potres leta 1759 in so jo podrli, da bi jo zgradili na novo. Gradnja se je začela leta 1764 in nova, večja stavba z eno ladjo in obokanim stropom je bila dokončana leta 1767. Vendar pa se je zaradi pomanjkanja podpornih stebrov strop zrušil in je umrlo 90 ljudi. Leta 1772 so cerkev prezidali na križni tloris s tremi ladjami, severni fasadi so dodali nov dodatek, povečali glavno zahodno fasado in na severozahodnem vogalu zgradili nov zvonik.
Leta 1783 je stolnica doživela vrsto sprememb, vključno z dodatkom narteksa k zahodni fasadi in povečanjem apside, da se prilega osrednji osi glavnega oltarja stolnice. Istega leta je Younes al-Jbeily ponudil cerkvi svoj okrašen pozlačen lesen ikonostas.
Zadnje spremembe na stolnici so bile narejene leta 1910, z dodatkom obokanega portika na južni fasadi, stolnico so dodatno povečali na vzhodu in zvonik premaknili v jugovzhodni vogal. Notranjost stolnice je bila okrašena s freskami, ki jih je ponudil Ibrahim Youssef Saad.
Leta 1975, po izbruhu libanonske državljanske vojne, je bila stolnica obstreljena in vandalizirana, njene dovršene freske pa so bile prepuščene propadanju. Večino ikon in del ikonostasa so ukradli; zažgani so bili tudi deli ikonostasa iz 18. stoletja. Izkopavanja, ki so se izvajala pod stolnico v 17 mesecih v letih 1994–1995, so zajela 316 kvadratnih metrov in razkrila številne arheološke plasti, ki so omogočile izdelavo zgodovinskega časovnega načrta cerkve in njene okolice. 10. oktobra 1995 je metropolit Elias Audi objavil načrte za obnovo v vojni uničene stolnice. Prva faza obnove se je začela leta 1998 pod nadzorom odbora, ki ga je vodil Ghassan Tueni. Stolnica je ponovno odprla svoja vrata 15. decembra 2003.
Stolnica je bila močno poškodovana v eksplozijah v Bejrutu 4. avgusta 2020.

## Muzej arheološke kripte
Leta 1994 so arheološka izkopavanja, opravljena znotraj in v bližini stolnice sv. Jurija pred začetkom obnovitvenih del, razkrila številne artefakte in ostanke iz helenistične, rimske, bizantinske, srednjeveške in osmanske dobe. Namen izkopavanj je bil poiskati bizantinsko Anastazijevo stolnico glede na obstoječo in na koncu triangulirati lokacijo starodavne pravne šole v Bejrutu. Izkopavanja so razkrila tudi zaporedje stalne verske rabe mesta. Ustanovljen je bil odbor pod pokroviteljstvom grške pravoslavne nadškofije v Bejrutu za nadzor nad izkopavanji in ustanovitvijo muzeja arheološke kripte sv. Jurija. Ustanovni odbor je vodila arheologinja Leila Bader, ki je bila direktorica Arheološkega muzeja ameriške univerze v Bejrutu, vključevala pa je Nabila Azarja, Yasmine Macaron Bou Assaf, Katio Neeman Salha in Rito Kalindjian. Ustanovitev muzeja je financirala grška pravoslavna nadškofija v Bejrutu z donacijo fundacije Jacques in Naila Saadé. Muzej je bil slovesno odprt 3. decembra 2011. The museum was inaugurated on 3 December 2011.
Muzej je sestavljen iz kripte, ki poteka pod delom stolnice, kjer se obiskovalci sprehodijo skozi 12 postaj, ki prikazujejo različne arheološke in zgodovinske plasti. Muzej ima površino 250 kvadratnih metrov, dostopen je skozi odprtino v temeljnem zidu stolnice in stopnišče, zgrajeno pred severno stranjo cerkve. Proti koncu kroga se kripta odpre do steklene pregrade, ki daje pogled na oltar stolnice.
Razstava vključuje številne najdbe, kot so oljne svetilke, kadilne pipe, lončenina, kipci ter krščanske posode in okraski. Drugi ostanki, ohranjeni na kraju samem, vključujejo dele oltarjev in apside starejših cerkva, mozaike, kamnite gravure, nagrobnike in stebre, od katerih nekateri pripadajo staremu mestu Cardo maximus.
Na območju izkopavanj je tudi nekropola, kjer je bilo odprtih 25 grobov. Grobnice so bile usmerjene na os vzhod–zahod, z glavo obrnjeno proti zahodu. Ti grobovi so bili sestavljeni iz enega samega peščenjaka, prekritega z velikimi kamnitimi ploščami. V nekropoli so odkrili veliko količino železnih žebljev, kar kaže na uporabo lesenih krst v pogrebnih običajih. Med odkritimi grobnicami je bila ena, ki je vsebovala okostje moškega, ki je nosil bronasto tiaro, z železno puščično konico in tremi bronastimi amuleti, nameščenimi na prsih.